# Sabanetas (Mayagüez)
Sabanetas es un barrio ubicado en el municipio de Mayagüez en el estado libre asociado de Puerto Rico. En el Censo de 2010 tenía una población de 4005 habitantes y una densidad poblacional de 186,31 personas por km².

## Geografía
Sabanetas se encuentra ubicado en las coordenadas 18°15′21″N 67°10′46″O / 18.25583, -67.17944. Según la Oficina del Censo de los Estados Unidos, Sabanetas tiene una superficie total de 21.5 km², de la cual 16.72 km² corresponden a tierra firme y (22.22%) 4.78 km² es agua.

## Demografía
Según el censo de 2010, había 4005 personas residiendo en Sabanetas. La densidad de población era de 186,31 hab./km². De los 4005 habitantes, Sabanetas estaba compuesto por el 74.21% blancos, el 8.16% eran afroamericanos, el 0.62% eran amerindios, el 0.07% eran asiáticos, el 0.02% eran isleños del Pacífico, el 14.33% eran de otras razas y el 2.57% pertenecían a dos o más razas. Del total de la población el 99.15% eran hispanos o latinos de cualquier raza.